# Cladorhiza mirabilis
Cladorhiza mirabilis är en svampdjursart som först beskrevs av Ridley och Arthur Dendy 1886.  Cladorhiza mirabilis ingår i släktet Cladorhiza och familjen Cladorhizidae. Inga underarter finns listade i Catalogue of Life.